# Дърти хлапета 2
„Дърти хлапета 2“ (на английски: Grown Ups 2) е американски комедиен филм от 2013 г. на режисьора Денис Дюган и ко-продуциран от Адам Сандлър, който също участва във филма. Продължение е на „Дърти хлапета“ (2010). Във филма още участват Адам Сандлър, Кевин Джеймс, Крис Рок, Дейвид Спейд, Салма Хайек, Мария Бело, Мая Рудолф и Ник Суордсън. Филмът е продуциран от продуцентската компания на Сандлър „Хепи Медисън Продъкшънс“ и е разпространен от Сони Пикчърс Релийзинг („Кълъмбия Пикчърс“). Премиерата на филма е на 12 юли 2013 г.